# Symplocos compacta
Symplocos compacta är en tvåhjärtbladig växtart som beskrevs av Macbride. Symplocos compacta ingår i släktet Symplocos och familjen Symplocaceae. Inga underarter finns listade i Catalogue of Life.